# Уряд Ріші Сунака
Чарльз III запросив Ріші Сунака замінити Ліз Трасс на посаді прем'єр-міністра Сполученого Королівства 25 жовтня 2022 року, після відставки Трасс і наступних виборів лідера консерваторів.

## Кабінет

### Жовтень 2022— донині
| Посада                                                                                               | Портрет        | Ім'я              | Початок терміну | Кінець терміну   |
| --- | -------------- | ----------------- | --------------- | ---------------- |
| Кабінет міністрів                                                                                    |                |                   |                 |                  |
| Прем'єр-міністр Перший лорд скарбниці Міністр у справах державної служби Міністр у справах Союзу     |                | Ріші Сунак        | 25 жовтня 2022  |                  |
| Віцепрем'єр-міністр Міністр юстиції Лорд-верховний канцлер Великої Британії                          |                | Домінік Рааб      | 25 жовтня 2022  |                  |
| Канцлер скарбниці Другий лорд скарбниці                                                              |                | Джеремі Гант      | 25 жовтня 2022  |                  |
| Міністр закордонних справ, у справах Співдружності націй та розвитку                                 |                | Джеймс Клеверлі   | 6 вересня 2022  |                  |
| Міністр внутрішніх справ                                                                             |                | Суелла Браверман  | 25 жовтня 2022  |                  |
| Міністр оборони                                                                                      |                | Бен Уоллес        | 24 липня 2019   |                  |
| Міністр охорони здоров'я та соціального забезпечення                                                 |                | Стівен Барклі     | 25 жовтня 2022  |                  |
| Канцлер герцогства Ланкастерського                                                                   |                | Олівер Доуден     | 25 жовтня 2022  |                  |
| Лідер Палати громад Лорд-президент Ради                                                              |                | Пенні Мордонт     | 6 вересня 2022  |                  |
| Лідер Палати лордів Лорд-хранитель таємної печатки                                                   |                | Ніколас Тру       | 6 вересня 2022  |                  |
| Міністр без портфеля Голова партії                                                                   |                | Надхім Захаві     | 25 жовтня 2022  |                  |
| Міністр у справах бізнесу, енергетики та промислового розвитку                                       |                | Грант Шеппс       | 25 жовтня 2022  |                  |
| Міністр житлово-комунального господарства та місцевого самоврядування Міністр з міжурядових зв'язків |                | Майкл Гоув        | 25 жовтня 2022  |                  |
| Міністр міжнародної торгівлі Президент Ради з торгівлі                                               |                | Кемі Баденок      | 6 вересня 2022  |                  |
| Міністр у справах жінок та рівних можливостей                                                        | 25 жовтня 2022 | Кемі Баденок      |                 |                  |
| Міністр праці та пенсій                                                                              |                | Мел Страйд        | 25 жовтня 2022  |                  |
| Міністр освіти                                                                                       |                | Джилліан Кіган    | 25 жовтня 2022  |                  |
| Міністр у справах навколишнього середовища, продовольства та сільського господарства                 |                | Тереза Коффі      | 25 жовтня 2022  |                  |
| Міністр транспорту                                                                                   |                | Марк Гарпер       | 25 жовтня 2022  |                  |
| Міністр з питань цифрових технологій, культури, засобів масової інформації та спорту                 |                | Мішель Доунлан    | 6 вересня 2022  |                  |
| Міністр у справах Північної Ірландії                                                                 |                | Кріс Гітон-Гарріс | 6 вересня 2022  |                  |
| Міністр у справах Шотландії                                                                          |                | Алістер Джек      | 24 липня 2019   |                  |
| Міністр у справах Уельсу                                                                             |                | Девід Девіс       | 25 жовтня 2022  |                  |
| Мають право брати участь у засіданнях Кабінету                                                       |                |                   |                 |                  |
| Головний секретар Казначейства Головний парламентський організатор                                   |                | Саймон Гарт       | 25 жовтня 2022  |                  |
| Головний секретар казначейства                                                                       |                | Джон Глен         | 25 жовтня 2022  |                  |
| Генеральний прокурор Англії та Уельсу Генеральний адвокат Північної Ірландії                         |                | Вікторія Прентіс  | 25 жовтня 2022  |                  |
| Міністр з питань Кабінету Міністрів Генеральний директор з оплати праці                              |                | Джеремі Квін      | 25 жовтня 2022  |                  |
| Державний міністр у справах ветеранів                                                                |                | Джонні Мерсер     | 25 жовтня 2022  |                  |
| Державний міністр розвитку                                                                           |                | Ендрю Мітчелл     | 25 жовтня 2022  |                  |
| Державний міністр з питань безпеки                                                                   |                | Том Тугендхат     | 6 вересня 2022  |                  |
| Державний міністр з питань імміграції                                                                |                | Роберт Дженрік    | 25 жовтня 2022  |                  |
| Державний міністр без портфеля                                                                       |                | Гевін Вільямсон   | 25 жовтня 2022  | 8 листопада 2022 |